# چوخاتاوری
چوخاتاوری (به لاتین: Chokhatauri) یک شهرک در گرجستان است که در استان گوریا واقع شده‌است. چوخاتاوری ۱٬۸۱۵ نفر جمعیت دارد و ۱۵۰ متر بالاتر از سطح دریا واقع شده‌است.